# Internationale Cricket-Saison 1999
Die internationale Cricket-Saison 1999 fand zwischen Mai 1999 und Oktober 1999 statt. Als Sommersaison wurden vorwiegend Heimspiele der Mannschaften aus Europa ausgetragen.

## Überblick

### Internationale Touren
| Beginn             | Heimteam                 | Auswärtsteam | Resultate | Resultate | Artikel |
| Beginn             | Heimteam                 | Auswärtsteam | Test      | ODI       | Artikel |
| ------------------ | ------------------------ | ------------ | --------- | --------- | ------- |
| 1. Juli 1999       | England                  | Neuseeland   | 1–2 [4]   |           | Artikel |
| 9. September 1999  | Sri Lanka                | Australien   | 1–0 [3]   |           | Artikel |
| 11. September 1999 | West Indies vs. Indien   |              | 1–2 [3]   | Artikel   |         |
| 16. September 1999 | West Indies vs. Pakistan |              | 0–3 [3]   | Artikel   |         |

### Internationale Turniere
| Beginn            | Turnier                            | Land      |
| ----------------- | ---------------------------------- | --------- |
| 14. Mai 1999      | Cricket World Cup 1999             | England   |
| 22. August 1999   | Aiwa Cup 1999                      | Sri Lanka |
| 2. September 1999 | Coca-Cola Singapore Challenge 1999 | Singapur  |

### Internationale Touren (Frauen)
| Beginn        | Heimteam | Auswärtsteam | Resultate | Resultate | Artikel |
| Beginn        | Heimteam | Auswärtsteam | WTest     | WODI      | Artikel |
| ------------- | -------- | ------------ | --------- | --------- | ------- |
| 26. Juni 1999 | Irland   | Indien       |           | 0–1 [1]   | Artikel |
| 6. Juli 1999  | England  | Indien       | 0–0 [1]   | 1–2 [3]   | Artikel |

### Internationale Turniere (Frauen)
| Beginn        | Turnier                                    | Land     |
| ------------- | ------------------------------------------ | -------- |
| 19. Juli 1999 | Women’s European Cricket Championship 1999 | Dänemark |

## Nationale Meisterschaften
Aufgeführt sind die nationalen Meisterschaften der Full Member des ICC.
| Land    | First-Class                      | List A                                |
| ------- | -------------------------------- | ------------------------------------- |
| England | County Championship 1999         | National Westminster Bank Trophy 1999 |
|         | CGU National League 1999         |                                       |
|         | Benson and Hedges Super Cup 1999 |                                       |